# Quận 9, Paris
Quận 9 của Paris (còn có tên là quận Opéra, nhưng tên gọi này ít được dùng trong đời sống thường nhật) nằm ở bên hữu ngạn sông Seine. Nó tiếp giáp với các quận 2, 8, 18 và 10.
Quận 9 là quận văn hóa quan trọng của Paris với sự góp mặt của nhà hát Opéra Garnier và cả khu phố gần đó với rất nhiều rạp chiếu phim. Trên diện tích 217.5 ha, Quận 9 có tới 19 trạm tàu điện ngầm.
Năm 1999, dân số của quận là 55.838 người, tức 25.614 người/km².
Quận 9 còn là một quận thường mại quan trọng bậc nhất với góp mặt của Galeries Lafayette và Printemps.